# Nicolas-Hugues Ménard
Nicolas-Hugues Ménard, en latín Hugo Menardus, (París, 1585-ib., 21 de enero de 1644) fue un religioso benedictino y escritor francés. 

## Vida
Su padre Nicolas Ménard fue secretario de la reina Catalina de Médici y presidente de la Casa de la Moneda.  Hizo sus estudios en el colegio del Cardenal Lemoine y en el de la Sorbona de la Universidad de París antes de entrar en la abadía de Saint-Denis en 1608, donde profesó en 1612.  
Descontento de la relajación de las costumbres existente en Saint-Denis, pasó a la abadía de San Vitón de Verdún donde en 1600 Didier de La Cour había fundado la Congregación de San Vitón y San Hidulfo, que poco después devino en la Congregación de San Mauro.  Predicador en París y profesor de retórica en el colegio de la congregación en Cluny, por motivos de salud en 1631 se retiró a la abadía de Saint-Germain-des-Prés, que por aquel entonces se hallaba bajo el gobierno de Grégoire Tarrisse, donde vivió enclaustrado sus últimos años. 
Fallecido repentinamente a los 57 años de edad, fue sepultado en la capilla de la santa Virgen (actualmente capilla de San Vicente) de Saint Germain des Prés.

## Obras
Dejó escritas varias obras sobre patrología y liturgia: 
- Martyrologium Sanctorum ordinis S. Benedicti notis illustratum (París, 1629);
- Concordia regularum, auctore St. Benedicto Anianae abbate (París, 1638);
- St. Gregorii I Papae Liber Sacramentorum (París, 1642);
- De unico sancto Dionysio Areopagita, Athenarum et Parisiorum episcopo, adversus J. de Launoy diatriba (París, 1643);
- S. Barnabæ Epistola catholica, græce et latine, cum notis et observationibus (París, 1645).